# Schöner (cràter)
Schöner és un cràter d'impacte de grans proporcions del planeta Mart situat al sud del cràter Flammarion, a l'oest de Antoniadi, al nord-est de Tikhonravov i al sud-est de Cassini, situat amb les coordenades planetocèntriques a 21.61 ° latitud N i 52.49 ° longitud E. L'impacte va causar un clot de 198.96 quilòmetres de diàmetre. El nom va ser aprovat l'any 1976 per la Unió Astronòmica Internacional, en honor de l'astrònom, matemàtic, geògraf i cartògraf alemany Johannes Schöner (1477-1547).